# Grace (rockgrupp)
Grace var en svensk rockgrupp.
Grace bildades 1976 i Luleå. Bandet gav 1981 ut albumet Blind (Manifest MAN 20), vilket inspelades i Sveriges Radios studio i Luleå.

## Medlemmar
- Bernt Ek – basgitarr, sång
- Henrik Thall – klaviaturer
- Jan Morin – gitarr
- Jan Lundberg – trummor
- Mikael Junell – klaviaturer
- Dick Greuz – gitarr